# 591 Irmgard
Az 591 Irmgard egy a Naprendszer kisbolygói közül, amit August Kopff fedezett fel 1906. március 14-én. Nevének eredete ismeretlen.